# 도진순
도진순(都珍淳, 1959 9월 18일 ~ )은 대한민국의 사학자이자, 창원대학교 사학과 교수이다. 본관은 성주. 주전공은 한국현대사이며, 백범 김구 연구의 권위자이다.

## 경력
- 국회 법제사법위원회 산하 백범 김구 선생 시해 진상규명 위원회 전문자문위원
- 중앙일보 현대사연구소 자문위원

## 학력
- 서울대학교 국사학과 학사
- 서울대학교 대학원 한국사학과 인문과학 석사
- 서울대학교 대학원 한국사학과 인문과학 박사

## 저서
- 《백범일지》, (주해)
- 《분단의 내일 통일의 역사》
- 《한국민족주의와 남북관계》
- 《군북 3.1 독립운동사》
- 《백범어록》, (주해)